# Spuren, Wissenschaft und Paragraphen
Spuren, Wissenschaft und Paragraphen ist ein Dokumentarfilm der DEFA von Joachim Hadaschik aus dem Jahr 1958, der die Arbeit des kriminaltechnischen Institutes (KTI) der Deutschen Volkspolizei zum Gegenstand hat.

## Inhalt
Zu Beginn des Films sind mehrere Filmsequenzen zu sehen, die zeigen, dass jeder Mensch, bei all seinen Tätigkeiten, Spuren hinterlässt. Anschließend fällt der Blick auf das Ost-Berliner Präsidium der Deutschen Volkspolizei in der Neuen Königstraße, in dem sich auch das Kriminaltechnische Institut (KTI) befindet. In diesem Institut, in dem Wissenschaftler verschiedener Fachrichtungen arbeiten, um die Schuld oder Unschuld verdächtigter Menschen nachzuweisen oder diese erst einmal ausfindig zu machen, geht es in diesem Film.
In einem ersten Beispiel wird ein Einbruch in einem Lebensmittelgeschäft untersucht, bei dem aber keine Fingerspuren gesichert werden können. Jedoch war der Täter naschhaft und man entdeckt eine geöffnete Blockschokolade, von der ein Stück abgebissen wurde. So kann das Zahnprofil bestimmt werden und nach einem Hinweis an alle Zahnärzte wird ein Verdächtiger festgestellt, dessen Vergleichsabdruck ihn als den gesuchten Täter überführt.
Der nächste Fall zeigt einen Radfahrer, der von einem Auto angefahren wurde, dessen Fahrer daraufhin von der Unfallstelle flüchtet. Splitter und Autolackreste sind die einzigen Hinweise, die im Dunkel gefunden werden können. Während die Sachverständigen ihre Arbeit aufnehmen, suchen Streifenpolizisten auf Straßen und in Garagen nach dem beschädigten Auto, bis sie fündig werden. Nun gilt es nachzuweisen, dass es sich tatsächlich um das Fahrzeug handelt, mit dem der Unfall verursacht wurde. Die unter einem Spezialmikroskop auf der Straße gefundenen Glassplitter und die Reste im festgestellten Auto weisen die gleichen Fließspuren auf. Doch das reicht den Spezialisten allein nicht aus und eine Überprüfung in der Spektralanalyse ergibt eine Übereinstimmung der gefundenen Farbreste mit der Autolackierung.
In einem weiteren Beispiel geht es um den Diebstahl von Kalidünger. Hier sind die Chemiker gefragt, die mit ihren Untersuchungen mittels der Flammenfotometrie und mit dem Galvanometer Reste des Düngers unter den Fingernägeln eines Verdächtigen nachweisen können.
In der DDR hergestellte optische Artikel, wie zum Beispiel Fotoapparate und Ferngläser, sind auch bei Schiebern sehr begehrt, die diese Produkte über die offene innerdeutsche Grenze in den Westen schmuggeln, um sie dort gewinnbringend zu verkaufen. Deshalb ist beim Kauf in der DDR immer der Personalausweis vorzuweisen. Bei solch einer Überprüfung stellt eine Verkäuferin einige Unstimmigkeiten fest und ruft deshalb die Volkspolizei. Die dafür zuständige Abteilung Dokumentenuntersuchung benötigt nur eine Überprüfung unter ultraviolettem Licht, um eine Fälschung des Ausweises nachzuweisen. Auf diese Art ist erneut ein Schieberring aufgeflogen.
Selbst Jahre zurückliegende Ereignisse können durch die Spezialisten des KTI aufgeklärt werden, wozu auch die Identifizierung unbekannter Toter gehört. Im Sachgebiet für technische Untersuchungen werden verschiedene Möglichkeiten überprüft, ob zum Beispiel der Brand einer Scheune durch einen technischen Defekt oder durch Brandstiftung ausgelöst wurde. 
In einem letzten Fall aus dem Jahr 1958 wird im Stadtbezirk Berlin-Weißensee ein PKW gestohlen. Die Täter werden dabei von der Besatzung eines Funkstreifenwagens überrascht und entziehen sich mit Waffengewalt der Festnahme. Dabei können sie unerkannt entkommen, jedoch hinterlassen sie Spuren bei der Flucht. Ein Schuhabdruck, der von Suchhunden bis zu einer Bushaltestelle verfolgt werden kann, wird mittels einer Gipsmasse gesichert. Auch das Auffinden der Geschosshülse und des Projektils hilft den Kriminalisten beim Feststellen des benutzten Waffenmodells. Ein gefundenes Taschentuch und ein Zigarettenstummel weisen auf zwei verschiedene Blutgruppen und somit auf zwei Täter hin. Natürlich werden auch Fingerabdrücke gesichert und diese führen zu einem der Täter, der daraufhin festgenommen werden kann. Sein anfängliches Leugnen hat keinen langen Bestand, da die Beweislage zu erdrückend ist. Auch den Namen seines Mittäters nennt er, so dass auch die Fahndung nach diesem beginnen kann. Er wird in seiner Wohnung angetroffen und nach dem Eintreffen von zwei Zeugen, ohne die keine Hausdurchsuchung vorgenommen werden darf, wird nach Beweismitteln gesucht. Mit dem Auffinden der Waffe und des gesuchten Schuhwerks schließt sich der Kreis der Ermittlungen und der Täter muss seine Beteiligung an der Straftat gestehen.

## Produktion und Veröffentlichung
Die Dreharbeiten fanden unter der Mitwirkung des kriminaltechnischen Instituts der Deutschen Volkspolizei statt. Für die Dramaturgie war Herbert Kern zuständig und die Texte schrieben Manfred Ochernal und Ingrid Sander. Die Premiere des unter dem Arbeitstitel Kriminaltechnisches Institut auf 35-mm-Filmmaterial gedrehten Schwarzweißfilms fand am 20. Juni 1958 statt.
Dem Antrag von Erich Mehl, Idealfilm, diesen Film in der Bundesrepublik Deutschland aufzuführen, wurde vom bundesdeutschen Interministeriellen Ausschuss für Ost/West-Filmfragen, laut mehreren Protokollen, nach einer ersten Nichtbewilligung wegen Verherrlichung des Regimes in der „SBZ“ dennoch anschließend mit mehreren Schnittauflagen stattgegeben.